# Klamoš
Klamoš (německy Klamosch, Glattmoos) je obec v okrese Hradec Králové v Královéhradeckém kraji. Leží čtyři kilometry jihovýchodně od Chlumce nad Cidlinou. Žije zde 398 obyvatel.

## Název
Jméno obce Klamoš lze s největší pravděpodobností zařadit mezi staročeská jména rodová, kdy obec byla pojmenována jménem jeho zakladatele. I mluvnický výraz vyhovuje: Klamoš založená Klamošem, Boleslav Boleslavem nebo Čáslav Čáslavem. V historických pramenech se podařilo vyhledat listinu z roku 1379, která je uložena v třeboňském archivu a k níž je přivěšena pečeť nižšího šlechtice, jenž se jmenoval Klamoška z Libčan. V erbu měl palečné kolo. Tato listina však nemá žádnou historickou souvislost s obcí Klamoš, ale je přímým důkazem existence osobního jména KLAMOŠka.

## Historie

### Od první zmínky o obci do zrušení roboty (1356–1848)
První písemná zmínka o obci pochází z roku 1356 a nachází se v církevních knihách, které jsou uloženy v Archivu Pražského hradu. Latinský zápis v českém překladu hovoří o ustavení nového faráře v loučenském kostele (Loučno, zaniklá obec mezi Poděbrady a Kopidlnem): „Lubčany – 20. prosince 1356. Za účasti Beneše řečeného Černý z Dětenic, Heřmana z Klamoše (Hermani de Glatmoss) a Mrákoty z Lubčan, v kostele v Lubčanech, byl z důvodů smrti zproštěn úřadu plebán Jan. Za plebána Jana, chráněnce Zdeňka Beneše z Dětenic, byl za něho do úřadu uveden nově biřmovaný plebán z Rožďalovic.“ Především z církevních zápisů, ale i ze zápisů v zemských deskách se lze dozvědět o vladycích na klamošské tvrzi. V roce 1370 se objevuje Jan Šerc z Klamoše, který měl podací hlas při kostele v Újezdě. Mezi lety 1370–1378 se Půta z Klamoše zavázal uhradit notáři Hynkovi 50 grošů. V roce 1378 se připomíná Neplach z Klamoše a poté Milota z Klamoše.

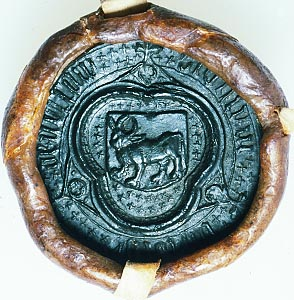
Pečeť Miloty z Klamoše (1401)

Milota zaujímal mezi okolními vladyky výsadní postavení a tak se s ním lze setkat v historických pramenech několikrát. Nejcennější pro historii obce je listina z roku 1401, která je uložena v Národním archivu v Praze ve fondu benediktinského řádu. Jedná se o arbitrážní zápis, kde klamošský vladyka Milota vystupuje v roli arbitra a k této listině je přivěšena jeho pečeť. Pečeť je velice zachovalá a je to jediná památka na středověkou Klamoš. Počátkem 16. století se lze setkat s posledním klamošským vladykou Jetřichem, který držel tvrz pravděpodobně do roku 1508. Po jeho smrti došlo ke sporu mezi vdovou a dcerou, který byl projednáván u komorního soudu. Rokem 1521 se Klamoš dostává do majetku Pernštýnů, kteří ji v roce 1547 postupují královské komoře.
Bitva na Bílé hoře roku 1620 přinesla pohromu nejen pro národ a stát, ale hlavně pro nejpočetnější vrstvu, venkovský lid. Zachovalý soupis klamošských usedlíků z roku 1638 svědčí o nebývalé zkáze, kterou přinesla dvě desetiletí války. Z 12 stavení jich bylo shledáno 6 bez živé duše. Jak je uvedeno v Gruntovní knize pro Klamoš (1690–1780), čítala Klamoš v roce 1713 již 23 stavení. Nejtěžším břemenem venkovského lidu byla robota. Byla to povinnost pracovat bez náhrady na panských pozemcích buď osobou (robota pěší) nebo potahem (robota potažní). Byla to povinnost nikoliv osobní, ale věcná, která trvala jako reálné břemeno na gruntu a převáděla se z otce na syna, ze starého hospodáře na nového. Zvyšování robotních povinností vedlo až k selskému povstání v roce 1775. Zda se klamošští zúčastnili selského povstání není známo, ale jistě nestáli stranou tak významné události. Vedle roboty, naturálních dávek a řádných daní museli klamošští přispívat i na válečná tažení Habsburků. V roce 1747 se z Klamoše platilo 60 zlatých na remonty a v roce 1777 každý klamošský sedlák odvedl 30 zlatých kontribuce, půlsedlák 15-20 zlatých a chalupník 10 zlatých. Sedláci museli vedle kontribuce platit i daň z krve, tj. stavět vojáky. Ulehčení venkovskému lidu přinesla až vláda Josefa II., zejména jeho patent o zrušení nevolnictví (1781). Na zrušení roboty si však museli počkat až do roku 1848.
Nejstarší písemnou obecní památkou je Obecní kniha klamošská z roku 1804. Kniha je vázána ve vepřovici a při jejím založení byla na první stranu zapsána jména všech představených obce. Dále obsahuje rychtářskou instrukci a výpisy z čeledního patentu z roku 1782. Kniha je z větší části čistá a na různých místech jsou zápisy o urovnání sousedských sporů a o prodeji míst v obci na stavbu baráků. K dalším písemným památkám obce Klamoše patří pamětní knihy neboli obecní kroniky.

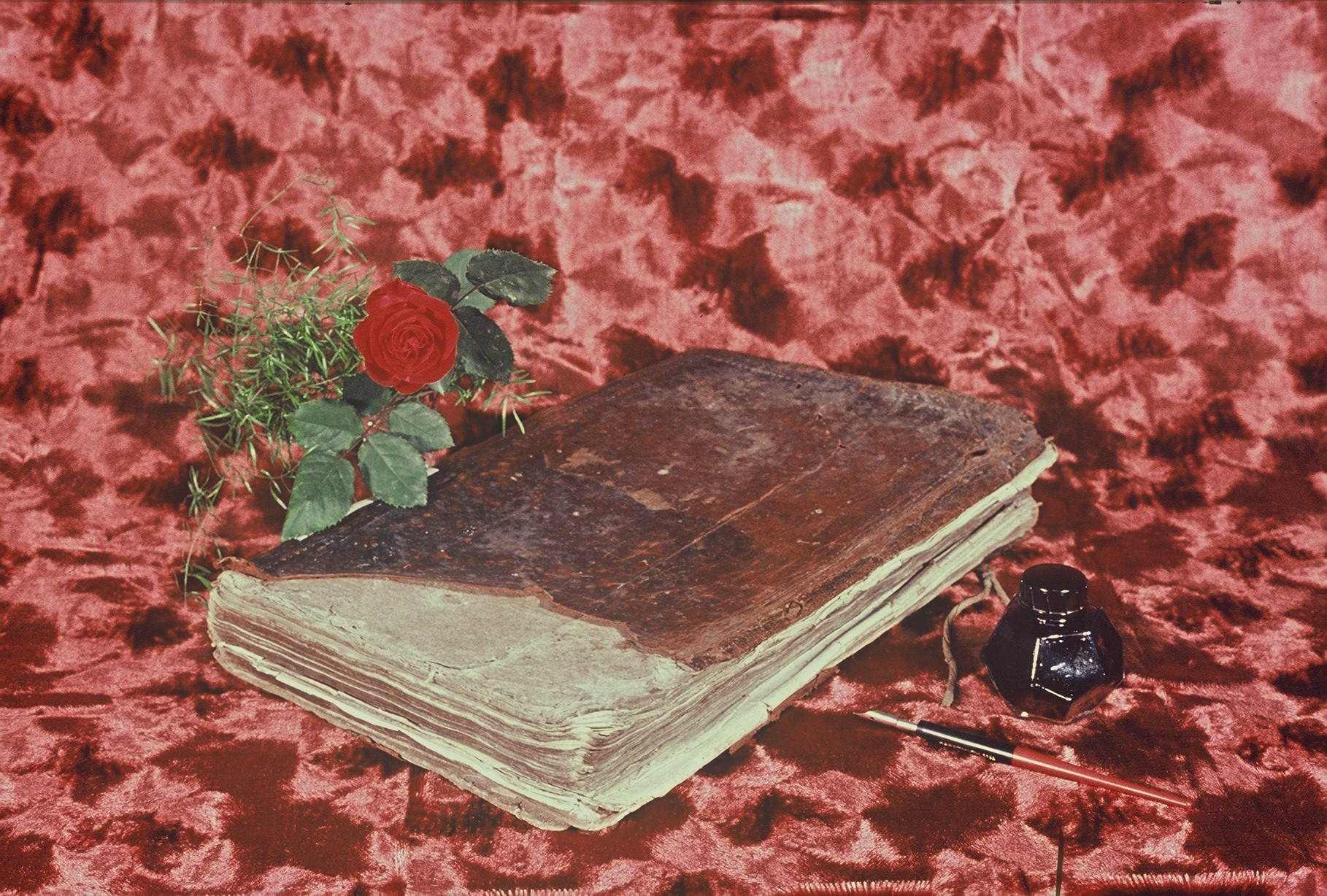
Obecní kniha 1804
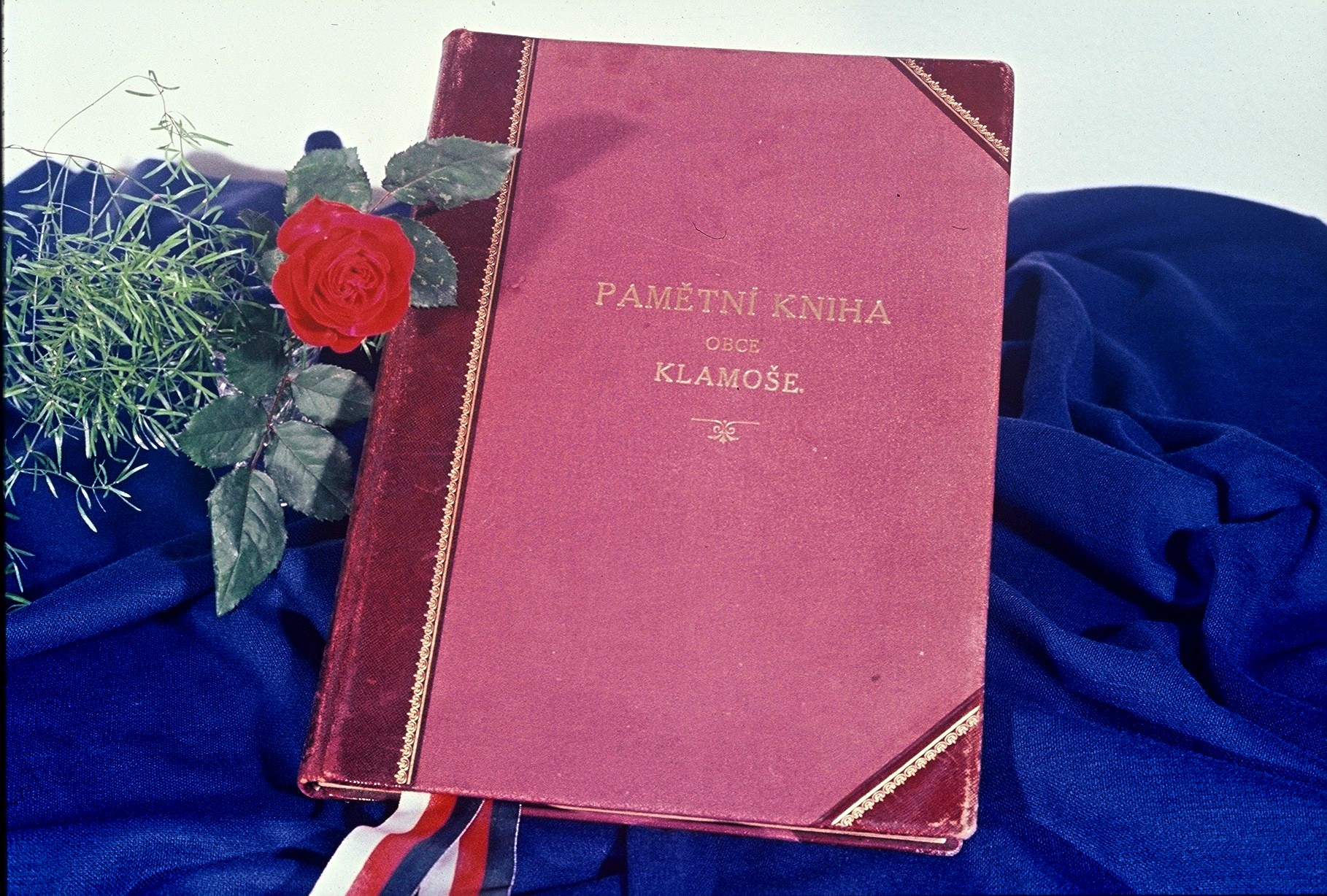
Obecní kronika 1925–1961
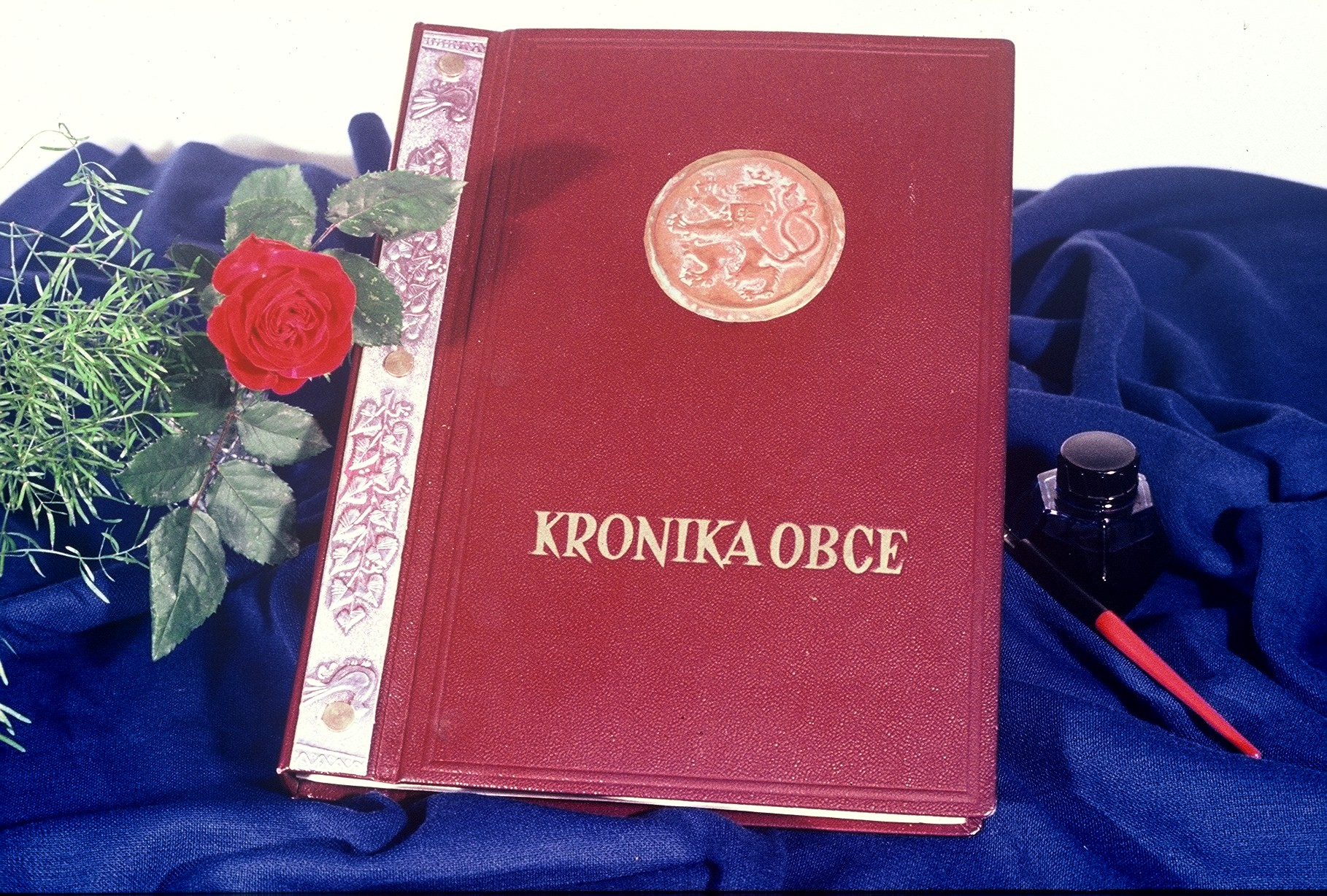
Obecní kronika 1962–1974
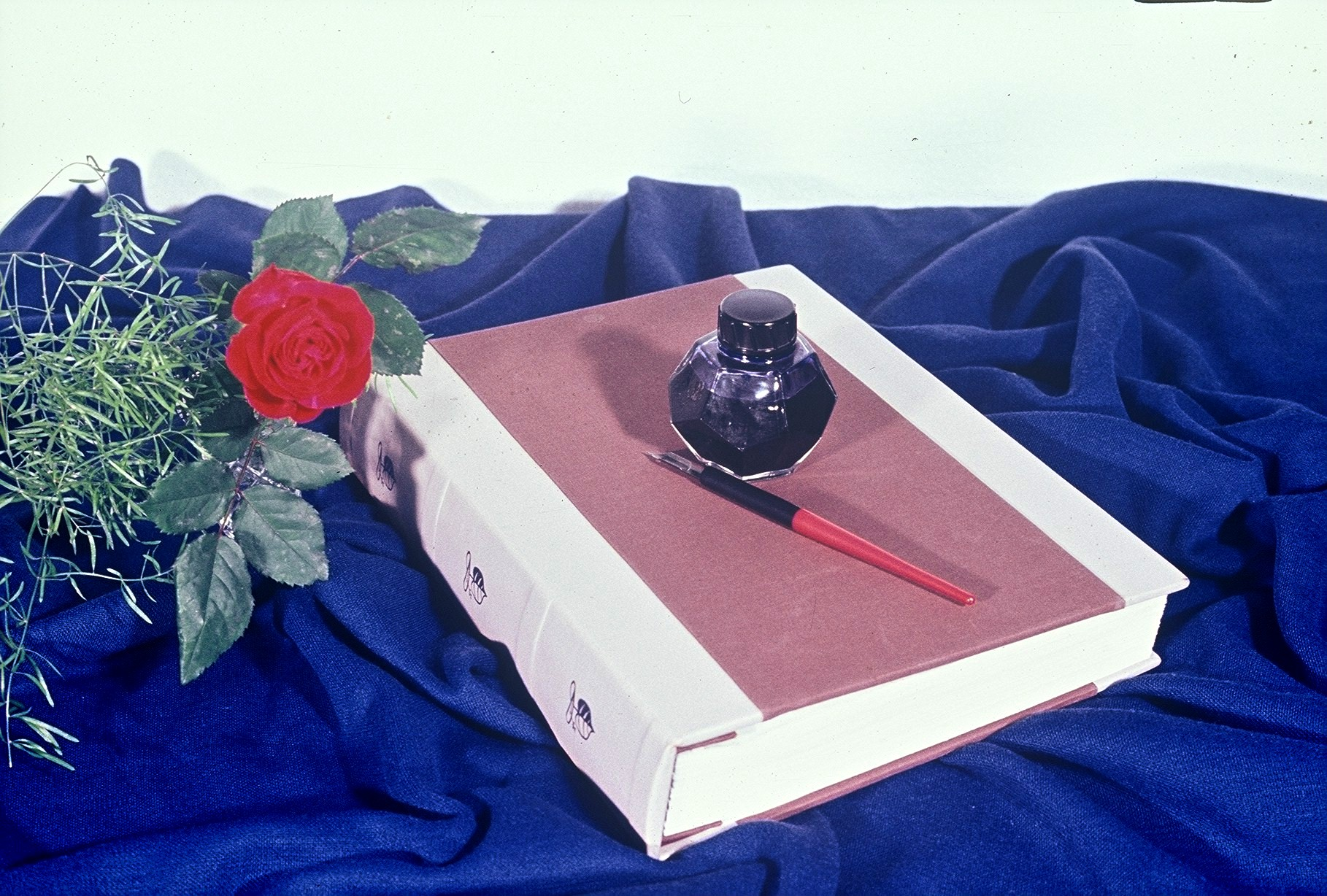
Obecní kronika 1975–1988

### Od zrušení roboty do vypuknutí první světové války (1848–1914)
Mezníkem zásadního významu, který ovlivnil život vesnického obyvatelstva v druhé polovině 19. století, bylo zrušení poddanství a roboty v roce 1848. V souvislosti s touto reformou docházelo k převratným změnám především na venkově a v zemědělství. Z tohoto období se dochovaly zápisy obecních protokolů a vyvazovací protokoly. Při jednáních o vyvazení, dne 27. dubna 1850, klamošské občany zastupoval starosta obce Jiří Chára z čp. 16 a dva konšelé. Vyvázání z roboty bylo však za úplatu. Splácení vývazné sumy bylo rozpočítáno na dvacet let. Klamošští platili ročně 193 zlatých a 5,5 krejcaru. Celkem zaplatili 3681 zlatých a 50 krejcarů.

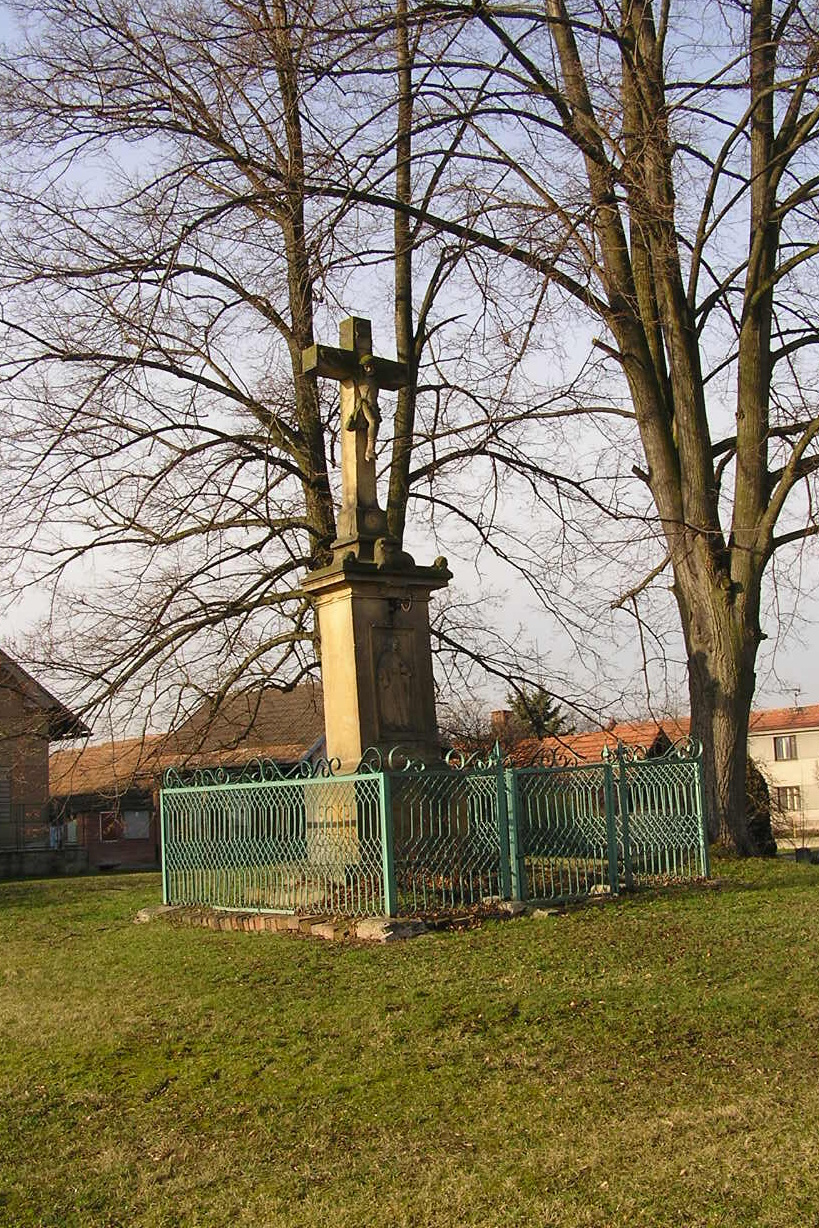
Památník Boží muka

Z radosti nad zrušenou robotou, která po staletí soužila vesnické obyvatelstvo, postavili uprostřed obce v roce 1852 „Boží muka“. Na památník z pískovce se složili všichni klamošští sousedé společně. Na podzim roku 2008, za silného větru, spadl pískovcový kříž z podstavce, protože zkorodoval centrální upevňovací trn a obě ramena kříže se ulomila. Obec nechala okamžitě tuto vzácnou památku zrestaurovat a opravený kříž byl u dubnu 2009 opět na svém místě. Po dlouhá léta stála vedle památníku dřevěná zvonička, která vždy, když někdo zemřel, zvěstovala klamošským sousedům tuto smutnou zprávu.
Život v obci byl zaměřen hlavně na zemědělské práce, především na vlastních nebo pronajatých pozemcích. Obecní výbor se staral hlavně o spravování obecních cest v okolí obce, propachtování obecních rybníků, honitby a urovnávání sporů mezi klamošskými sousedy. Ke konci 19. století došlo k zakládání různých spolků v obci. V roce 1891 byl založen hasičský sbor a v této době se v Klamoši již hrálo i ochotnické divadlo. Přelom 19. a 20. století se v Klamoši vyznačoval velkou aktivitou obyvatelstva. V roce 1901 byl založen obecní hřbitov, v roce 1902 byla postavena dvoutřídní škola a vysázena kaštanová alej od Božích muk ke hřbitovu. Zásluhou prvního klamošského učitele Václava Plašila byla v roce 1903 založena „Hospodářsko-čtenářská beseda“, jejímž prostřednictvím si členové opatřovali nákup zemědělských strojů, ale také uhlí, umělá hnojiva a mazadla na vozy a stroje. Byl to spolek hospodářský, ale také čtenářský, který měl pěknou knihovnu. Tu však v roce 1921 daroval obci, jako základ pro obecní knihovnu, která je v Klamoši dodnes.
Koncem 19. století se přestalo trojpolně hospodařit a zmizel úhor. Protože se katastr obce nachází převážně na půdách jílovitých, ve kterých se dlouho drží voda, bylo v roce 1904 založeno „Vodní a slinovací družstvo“. Družstvo provádělo melioraci (vysoušení a odvodnění) pozemků. Zpočátku mělo toto družstvo mnoho nepřátel, ale když občané zjistili, že mohou na odvodněných polích dříve sít a sázet, blahořečili zakladatelům. V důsledku obratu peněz, který v průběhu meliorace a po ní mezi obyvatelstvem nastal, byl v roce 1908 založen „Spořitelní a záložní spolek“. Smyslem spolku bylo to, aby si občané mohli v místě bydliště pohodlně svoje peníze ukládat, ale především chudí půjčovat. V lednu 1912 bylo zakoupeno pět petrolejových luceren na železných stojanech a ty byly poté rozmístěny na nebezpečných místech v obci.

### První světová válka a vznik ČSR (1914–1918)
V červenci 1914 se nad Evropou zatáhly válečné mraky a z obce bylo odvedeno do války 80 mužů a téměř všechny koně. Značnou zátěž pro obyvatele Klamoše představovaly válečné rekvizice obilí a vozů. V průběhu války se podstatně zvýraznily přežitky v rakousko-uherské monarchii. Konkrétním projevem na vesnici byla masivně rozšířená instituce deputátníků, tj. zemědělských dělníků připoutaných s celou rodinou existenčně k velkostatku nebo k bohatým sedlákům. Zde to bylo především k velkostatku Josefa Lustiga ve Rtánově a velkým selským gruntům v obci. Náhradou za muže, kteří byli na frontě, byli z nedostatku pracovních sil přidělování rolníkům zajatí Rusové a Srbové na práci. V prvním roce války byli do Klamoše dopravení haličtí uprchlíci, o které se musela obec postarat. V průběhu války musela obec poskytnou monarchii celkem osm válečných půjček v celkové hodnotě 8500 korun, které získala buď obecní půjčkou, nebo přirážkou k obecním daním. Na přelomu října a listopadu 1918 doznívaly poslední válečné výstřely. Z 80 mužů povolaných z Klamoše do války se domů nikdy nevrátilo 14 klamošských otců a synů. Jejich hroby jsou rozesety na bojištích celé Evropy.

### Léta meziválečná (1919–1939)

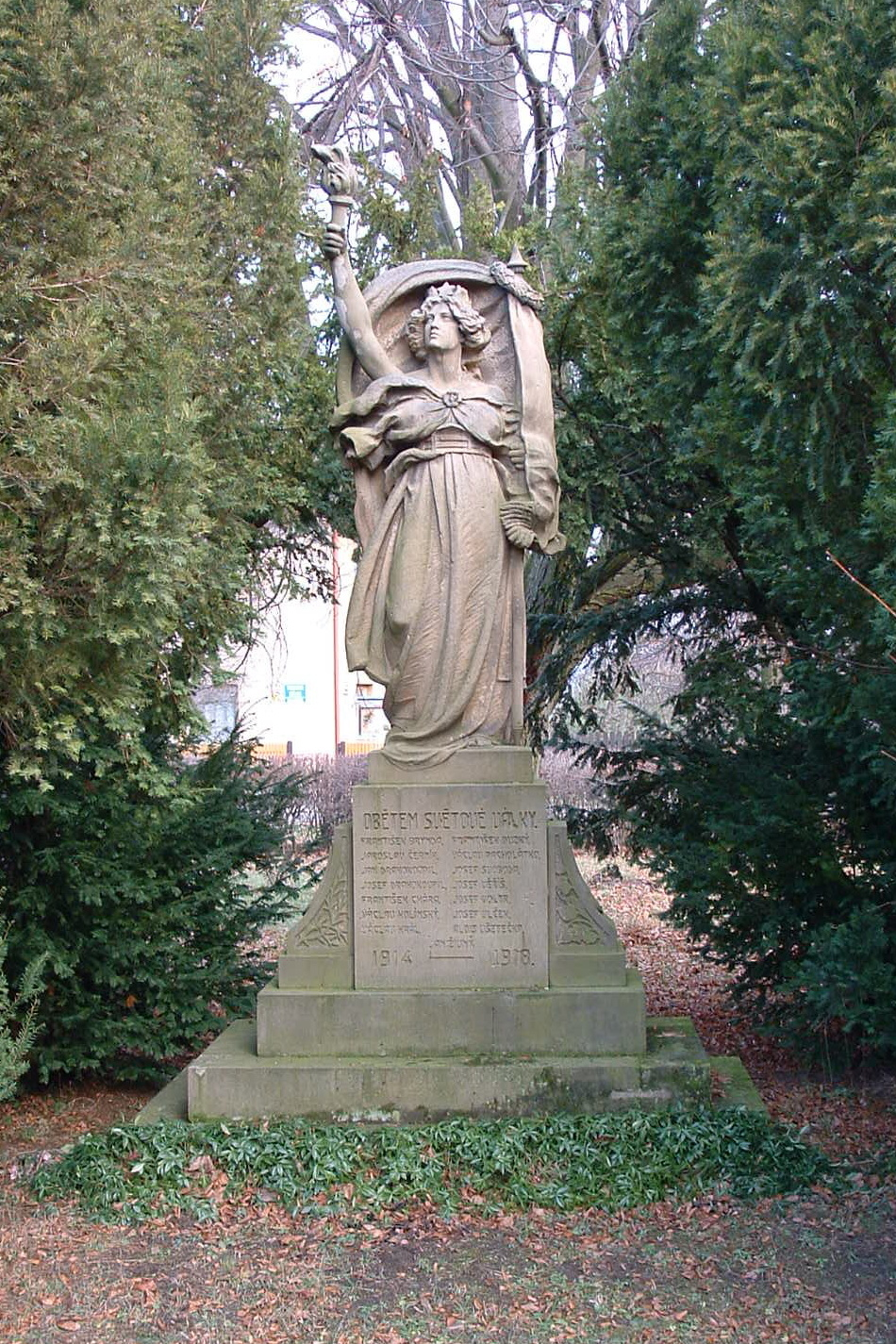
Socha Svobody v parku legionářů

V prvních poválečných letech nebyla situace v oblasti hospodářské, kulturní, ale i mravní nijak příznivá. Nadále zůstávaly v platnosti všechny rakousko-uherské zákony, nařízení a instituce. Na místa rakouských úředníků byli dosazováni čeští vlastenci. Dle nového volebního řádu byly konány volby i v Klamoši. Do čela obce byl jako starosta zvolen Alois Havlín z čp. 7. V listopadu 1918 schválil nový parlament zákon o obstavení velkostatků, který byl počátkem pozemkových reforem. Do rukou drobných klamošských rolníků se tak dostala půda za přiměřenou náhradu z rozparcelovaného chlumeckého velkostatku Rtánov. Nejprve připadly do vlastnictví tzv. dlouhodobé pachty, část pozemků byla po parcelaci rozprodána a ze zbytku byl vytvořen zbytkový statek, který dostal výměnou za svůj statek u Roudnice Jaroslav Macura. Nově vzniklá ČSR se potýkala s hospodářskými problémy a tak ještě v letech 1919 a 1920 byly prováděny rekvizice obilí a dobytka, ovšem podstatně mírnější než za Rakouska. Na jaře 1919 byla zasazena na návsi (proti obecnímu úřadu) „Lípa svobody“ na paměť osvobození z habsburské poroby.
V roce 1920 byla obec postižena nákazou hovězího dobytka, slintavkou a kulhavkou. Celkem v obci uhynulo 16 krav a také drůbež byla postižena v těchto letech často se opakujícím morem. V tomto roce bylo velké sucho a tak studny v níže položených staveních úplně vyschly. S budováním a rozvodem elektrické sítě se začalo v roce 1922. Páteřní rozvod hradila obec a přípojky k jednotlivým stavením si platil každý sám. Poprvé se rozsvítila žárovka v Klamoši 15. května 1923. Na návrh školní rady byla elektřina zavedena i do školy, kde byly umístěny tři žárovky. V březnu 1925 byl ustaven výbor na přípravu památníku obětem světové války, jehož předsedou se stal řídící učitel Václav Plašil, jenž se sám byl válečným veteránem a legionářem. Z různých návrhů byla vybrána „Socha Svobody“, která byla zadána Boženě Peterkové z Chlumce nad Cidlinou. Bylo vybráno vhodné místo v obci a založen „Park legionářů s památníkem“. Za krásného počasí byl památník 19. července 1925 slavnostně odhalen. Byla to veliká slavnost, které se zúčastnilo i mnoho přespolních občanů.
První autobusové spojení začalo na Štědrý den 1926, ale po půl roce muselo být zrušeno pro nezájem občanů. Obnoveno bylo v červenci 1928 a autobus jezdil na trase Chlumec nad Cidlinou – Přelouč a zpět. V tomto období se v obci hrálo velice čile divadlo a mnohdy klamošští ochotníci sehráli i několik divadelních her za rok. Sbor dobrovolných hasičů musel zasahovat v březnu 1933 při požáru čp. 30. Byl to první požár od roku 1917, kdy tehdy shořela stavení čp. 41 a 44. Největší požár, který obec postihl, byl v roce 1900. Tehdy byly téměř všechny střechy doškové a tak červený kohout skákal z jedné střechy na druhou. Ohni tehdy podlehla stavení čp. 52, 57, 9, 46, 38, a 40. V důsledku velké nezaměstnanosti byl na jaře roku 1935 založen nový rybník „Plivátko“. Na stavbě se podíleli nezaměstnaní občané obce a obec je také platila. Urputné zbrojení v sousedním Německu nevěstilo nic dobrého a mnichovská zrada na českém národě byla předzvěstí smutným časům.

### Druhá světová válka (1939–1945)
15. březen 1939 bude navždy zapsán v dějinách českého národa jako černý mezník. Rozbití Československa a ztráta svobody hluboce zasáhly do vědomí a myšlení Čechů a Slováků. S těžkým srdcem přijali všichni tuto smutnou zprávu a již v 5 hodin odpoledne projela Klamoší německá motorizovaná hlídka a vyvěsila plakáty s výzvou k zachování klidu a odevzdání všech zbraní. Všechny orientační tabule na úředních budovách musely být napsány dvojjazyčně a stejně tak musely být označeny oba hostince a oba obchody v obci. S válečnými neúspěchy Němců se později stupňovaly i zásahy do poměrně klidného života naší vesnice. Několik občanů muselo nastoupit k „totálnímu nasazení“ na práce v Říši. Na sklonku války byli odváděni někteří občané na stavbu zákopů v okolí Chlumce nad Cidlinou a Hranic na Moravě. Ochotnické divadlo, i přes přísnou cenzuru, udržovalo v lidech národní vědomí a hrdost. V těchto pohnutých letech sehráli klamošští ochotníci i osm představení do roka. V roce 1942 uspořádal klamošský ochotnický spolek festival nazvaný I. měsíc divadel v Klamoši. Tím se Klamoš zařadila na přední místo v kulturním dění v okrese a kraji. Až na příležitostné kontroly byly návštěvy gestapáků v obci vzácné. Teprve koncem ledna 1945 přišli do Klamoše němečtí vojáci, ranění a neschopní boje a káceli v lese stromy. Z kmenů vybudovali u čp. 1 zásek pro případný ústupový boj. Kuchyň měli ve škole a ubytováni byli po domech. Začátkem března pak v obci přibývalo německých uprchlíků, kteří ustupovali před Rudou armádou. K statisícům obětí nacistického běsnění přibyl dne 6. května 1945 klamošský občan Karel Klouček z čp. 49. Po bezpodmínečné kapitulaci Německa byly všem Němcům, kteří byli v obci, odebrány zbraně a střelivo. Na paměť všech obětí druhé světové války byl v obci vybudován památník ze žulového kamene.

### Druhá polovina 20. století (1945–2000)
Brzy po skončení války došlo v celém státě k politické roztříštěnosti. Nastávající roky přinesly podstatné, ba přímo převratné změny v životě celého národa a každého jednotlivce. Místní poměry byly jako vždy, i v této době, věrným obrazem vnitropolitických událostí. Léta 1946–1947 přinesla politickou nevraživost a nenávist také mezi klamošské obyvatele. V únoru 1948 byl i v Klamoši vytvořen akční výbor Národní fronty. Úkolem akčního výboru byla očista veřejného života od nekomunistických představitelů a odpovědnost za další politický vývoj v obci. Při volbách v roce 1948 bylo v Klamoši odevzdáno celkem 308 hlasovacích lístků, z nichž jich 284 bylo pro kandidátku Národní fronty. Byla založena organizace Českého svazu mládeže, jejíž členové vybudovali památník obětem druhé světové války.
Již v roce 1946 byl zahájen telefonní provoz a v roce 1948 bylo vybudováno místní rozhlasové zařízení a tím byla zrušena i funkce obecního posla s trubkou. Počátkem roku 1947, po celé řadě překážek, bylo v hostinci „U Kvasničků“ zprovozněno kino s 200 sedadly a skloněnou podlahou, které sloužilo až do počátku 80. let. Na posvícenskou taneční zábavu v listopadu 1946 vzpomínají pamětníci ještě dnes. Nad vírem tanečního veselí v sále vypukl požár, který zničil celý hostinec i s jevištěm. Nejvíce byli postiženi klamošští divadelní ochotníci, protože přišli o domácí scénu. Během roku 1947 byly však hostinec i divadelní scéna opraveny. V nastávajícím roce byla zahájena pravidelná autobusová doprava mezi Chlumcem nad Cidlinou a Pardubicemi, na jejíž trase ležel i Klamoš.
K založení JZD v obci došlo až v roce 1956, a to mnoha problémech. V Klamoši ale nedošlo k řádným tzv. „vyhnáním z gruntu“. Všichni sedláci postupně vstoupili do družstva a v počátcích bylo ustájení družstevního dobytka v jejich chlévech. Po výstavbě kravína byl dobytek sveden na jedno místo. Z původní Hospodářsko-čtenářské besedy vzniklo vodní a později slínovací družstvo. Kulturní život v obci byl reprezentován především divadelním spolkem „Vojan“, kapelou a pěveckým sborem Jana Těšíka. K největším kulturním akcím v druhé polovině 20. století patří: „Sjezd ochotníků divadla v Klamoši“ – 1954, „Hasičsko-samaritánský den“ – 1957, „Sjezd rodáků Klamoše a Štíta“ – 1973 a v roce 1991 „Oslavy 100 let Hasičského sboru v Klamoši“. V roce 1961 byla s Klamoší sloučena sousední obec Štít a také v tomto roce vypukla v obci slintavka a kulhavka hovězího dobytka. Obec byla na dva měsíce neprodyšně uzavřena a tak se občané rozhodli a zahájili přestavbu obecního úřadu. V nové budově byla v přízemí otevřena mateřská škola, kterou do té doby nahrazoval zemědělský útulek pro děti. V následujících letech byla vybudována v celé obci kanalizace a výbojkové osvětlení, otevřena nová samoobslužná prodejna družstva Jednota. Rybník „Špičí“, který je uprostřed obce, byl odbahněn, zmenšen a hráze byly zpevněny betonovými panely, čímž vznikla požární nádrž. Byl vybudován „Dům služeb“ s požární zbrojnicí a část obecních komunikací byla potažena asfaltovým povrchem.
Příchodem nového ředitele klamošské školy Karla Přibyla v roce 1964 se začala psát nová historie kulturního života v obci. S jeho příchodem došlo k oživení v činnosti spolku „Osvětové besedy“. Začala se znovu hrát divadla a začaly vycházet místní noviny Klamošský zpravodaj, který byl zasílán poštou všem rodákům a vojáků na základní vojenské službě. Byly pořádány „Staročeské máje“. Byla obnovena činnost sportovního klubu „Sokol“ a také klamošští fotbalisté vstoupili do okresní soutěže. V roce 1972 byl řídící učitel Karel Přibyl přeložen na nové působiště do Hradce Králové. S jeho odchodem se začal z obce vytrácet i kulturní život.
Politická situace v obci po roce 1989 byla věrným obrazem celostátního vývoje v celé republice. Činnost společenských organizací byla utlumena a některé spolky zanikly úplně. Zaniklo u JZD, v jehož prostorách začal krátce a neúspěšně podnikat soukromý zemědělec. Velký nemovitý majetek po bývalém JZD v současné době, až na pár výjimek, chátrá. V posledních letech 20. století byla rozvodná elektrická síť převedena do země a byl vybudován rozvod plynu a pitné vody po celé obci. Ne všichni občané však využili této možnosti a své domy k nově vybudovaným sítím nepřipojili.

## Obyvatelstvo
| Rok            | 1600 | 1700 | 1800 | 1869 | 1880 | 1890 | 1900 | 1910 | 1921 | 1930 | 1950 | 1961 | 1970 | 1980 | 1991 | 2001 | 2011 | 2021 |
| -------------- | ---- | ---- | ---- | ---- | ---- | ---- | ---- | ---- | ---- | ---- | ---- | ---- | ---- | ---- | ---- | ---- | ---- | ---- |
| Počet obyvatel | 64   | 72   | 165  | 357  | 404  | 401  | 444  | 435  | 455  | 492  | 368  | 380  | 473  | 452  | 413  | 421  | 381  | 391  |
| Počet domů     | 12   | 13   | 30   | 55   | 57   | 59   | 64   | 75   | 80   | 95   | 103  | 97   | 133  | 133  | 161  | 176  | 176  | 162  |

## Obecní správa

### Místní části
Obec Klamoš se člení na dvě místní části:
- Klamoš
- Štít

### Obecní symboly
Znak a vlajka byly obci uděleny rozhodnutím předsedy Poslanecké sněmovny Parlamentu České republiky dne 11. května 2006.

## Rtánov
Rtánov je zaniklá obec, později panský dvůr, dnes součást obce Klamoš. První podoba tohoto jména zněla Hrtanov a představovala Hrtanův dvůr. Příjmení Hrtán od obecného podstatného jména hrtan (lidově chřtán, křtán) a bylo postupnou přezdívkou, nadávkou člověka hladového, žrouta nebo pijana. V roce 1397 je latinská podoba místního jména Hrtanow-villa (villa = ves), z roku 1521 pochází první český zápis Rtanow, ale roku 1559 se objevuje znovu Hrtanov. Od roku 1882 úředně Rtánov (německy Rtanau), lidově též Vertánov (ve Rtánově).
Před husitskými válkami býval samostatnou obcí při velkém rybníku téhož jména. Vodu do rybníka přiváděla strouha od Klamoše a v období sucha i umělý kanál z Bystřice, zvaný řeka Nechánská či lidově Čertova brázda, vedoucí ve směru od Nového Města. V chlumeckém urbáři z roku 1571 je Rtánov označen už jen jako „ves pustá“. Ale ani před zbořením neobývalo ves Rtánov mnoho lidí. Byli zde čtyři sedláci a ostatní byl „lid dělný ode dvora“. V urbáři z roku 1670 lze číst: „Nyní roku toho jsou usedlosti zarostlá rokytím, k tomu se také vysoko zatápějí, takže se jich nyní těmito časy velmi málo užíti může“. Na místě zaniklé obce vznikl panský dvůr chlumeckého velkostatku rodu Kinských. Podle sčítacích operátů z roku 1869 měl Rtánov 49 obyvatel, z čehož převážnou část tvořila čeleď pracující u dvora. Od roku 1910 byl nájemcem dvora i s polnostmi Josef Lustig. Po vzniku samostatného Československa (1918) byla provedena pozemková reforma a parcelací pozemků dvora Rtánova se dostala půda, za přiměřenou cenu, do rukou drobných rolníků, kteří ji měli v dlouhodobých pachtech, a část půdy byla rozprodána ostatním zájemcům. Z objektu dvora Rtánova a zbytků neprodaných polí byl vytvořen zbytkový statek, který dostal v roce 1922, výměnou za svůj statek u Roudnice, Jaroslav Macura. Po roce 1948 byl dvůr znárodněn a hospodařily zde Státní statky Chlumec nad Cidlinou. Po roce 1989 se majetek vrátil v restituci Václavu Macurovi, který ho krátce pronajal soukromému zemědělci. Celá usedlost je v současné době opuštěna, bez „živé duše“ a pouze chátrá.

## Škola
Školní vzdělání dostávaly klamošské děti na přelomu 18. a 19. století s největší pravděpodobností ve vápenské škole, i když doklady o tom chybí. Byla to farní škola, do jejíž kolatury patřila i Klamoš. Teprve na základě josefínských reforem vznikla škola při filiálním kostele v Újezdě, kde od roku 1823 byla vedena kronika školy. K újezdské škole byla přiškolena v první polovině 19. století i Klamoš. Prostudováním třídních katalogů však lze zjistit, že děti chodily do školy mnohdy velmi sporadicky, na což si v kronice stěžuje i učitel. Děti musely pomáhat při polních pracích a tak jejich účast ve škole byla častější od podzimu do jara. Vzdálenost do školy byla přes tři kilometry a mnohdy nemohly jít do školy pro nepřízeň počasí. Rokem 1900 začalo obecní zastupitelstvo Klamoše jednat o stavbě vlastní školy. Po složitých jednáních byla škola v obci postavena v roce 1902. Povolení k vyučování dostala obec od 1. ledna 1902, ale vyučování začalo v hostinci „U Chárů“, protože škola nebyla ještě dostavěna. Vyučování v nové školní budově začalo 5. října 1902. Školní budova plnila své poslání až do 30. června 1976, kdy musela být uzavřena pro nízký počet žáků. Klamošskou školou prošla za 74 let její existence téměř tisícovka žáků. Po uzavření základní školy byla do budovy přemístěna mateřská škola, ale i ta byla pro nedostatek dětí v roce 2000 uzavřena. O historii klamošské školy vyšla v roce 2006 obsáhlá monografie.

## Spolková činnost

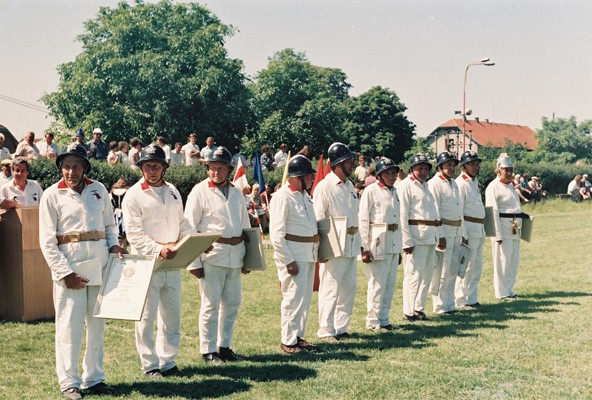
Oslavy 100. výročí založení Sboru dobrovolných hasičů v Klamoš v roce 1991

V průběhu minulého století vznikaly v obci dobrovolné organizace občanů, založená za různým účelem. Některá sdružení, jako např. hasičský sbor, působí v obci nepřetržitě od svého založení dodnes. Mezi lety 1948 a 1989 byly některé organizace založeny ne z vůle a potřeb občanů, ale na pokyn politických struktur státu. Doba existence spolků byla různá a tak je uveden alespoň rok založení:
- Divadelní soubor, později nazvaný „Vojan“ – před rokem 1900,
- Sbor dobrovolných hasičů – 1891,
- Hospodářsko-čtenářská beseda – 1903,
- Vodní a slínovací družstvo – 1904,
- Spořitelní a záložní spolek – 1908,
- Dechová kapela a pěvecký sbor Jana Těšíka,
- Junácký oddíl, při škole – 1946,
- ZO Českého svazu mládeže – 1950,
- ZO Československého červeného kříže,
- Dětská organizace „Pionýr“, při škole,
- ZO Mysliveckého sdružení,
- Sportovní klub Klamoš z.s. - 2015
- ZO Socialistického svazu mládeže – 1972,
- ZO Českého svazu žen,
- ZO Svazu zahrádkářů,
- Rybářský spolek,
- Spolek kuželkářů.

## Architektura obce
Klamoš je možno považovat za originální způsob půdorysné organizace zástavby různého charakteru. Původní zástavba obce byla soustředěna kolem tvrziště, chráněného ze tří stran rybníky. Původní návesní charakter obce (asi do roku 1800) s centrální částí – návsí (mezi domy čp. 6, 7, 8 a 23), kde uprostřed byla obecní studna a při hranici domu čp. 23 byl malý a mělký rybníček zvaný Máčedlo, který sloužil k máčení lnu a konopí. Postupným rozšiřováním obce, od první poloviny 19. století, dostává obec i ulicový charakter. Jižně od tvrze byla původní zástavba nepravidelná, zatímco severně od tvrze byla vyměřena řada usedlostí se záhumenicovou plužinou (čp. 11–16). Na místě bývalé tvrze stojí dnes domy čp. 18–25, 27 a 58). Ty nejstarší byly postaveny z opukových základů bývalé tvrze. Hluboký vodní příkop, který chránil tvrz z jižní strany, byl v sedmdesátých letech 20. století zasypán a na jeho místě stojí dnes bytové domy čp. 126 a 127. Ještě v druhé polovině 20. století se pro pojmenování okolí bývalé tvrze běžné používaly názvy jako „Na hradech“ nebo „Na parkánech“. Na mapě stabilního katastru, který byl pro Klamoš dokončen v roce 1842, má Klamoš 39 popisných čísel a až na několik málo výjimek je celá ves z roubených staveb s doškovou střechou. Poslední roubená stavení čp. 31 a 60, jejichž fotografie se dochovaly, byla zbourána v letech 1963–1965. Čp. 60 bylo později přiděleno domu na jiném místě v obci.

## Pověsti
Ke Klamoši se vážou dvě pověsti, které literárně zpracoval rodák z blízkého Pamětníka a chlumecký učitel Václav Horyna ve své knize Pověsti kraje Malátova a Klicperova (1941). První pověst „Klamošská lípa“ vypráví o téměř 500 let staré klamošské lípě, nejstarším památném stromu v širém okolí. Druhá pověst „Klamošská tvrz“ čtenáře zavádí do 14. století a pojednává o vzniku jména obce Klamoš. Ve své další sbírce pověstí Stopami dalekých věků (1948) seznamuje Václav Horyna čtenáře se třetí klamošskou pověstí nazvanou „Peklo nevolníků“. Pověst pojednává o utrpení klamošských nevolníků a vzniku dnešního remízku Peklo u Rtávova.

### Filmové dokumenty (DVD)
- Zdeněk PETROVICKÝ: Ze vzpomínek klamošského rodáka (2004. 69 minut)
- Lubomír HAVRDA: Setkání potomků nejstarších klamošských rodů (2005, 36 minut)
- Anna a Josef KVASNIČKOVI: Tak šel čas - historie klamošských domů ve fotografii (2006, 26 minut)
- Zdeněk PETROVICKÝ: Oslavy 650 let obce Klamoš (2006, 26 minut)
- Michael KVAČEK: 650 let obce KLAMOŠ (2006, 17 minut)
- Lubomír HAVRDA: Vzpomínka na klamošskou školu (2007, 61 minut)
- Lubomír HAVRDA: 100 let hasičského sboru v Klamoši - 1991 (2007, 41 minut)
- Lubomír HAVRDA: Pod starou lípou - filmový dokument o klamošské lípě (2008, 14 minut)